# Rocquancourt
Rocquancourt is een plaats en voormalige gemeente in het Franse departement Calvados in de regio Normandië en telt 684 inwoners (2005).

## Geschiedenis
Op 1 januari 2019 fuseerde de gemeente met Hubert-Folie en Tilly-la-Campagne tot de commune nouvelle Castine-en-Plaine, waarvan Rocquancourt de hoofdplaats werd. Deze gemeente maakt deel uit van het arrondissement Caen.

## Geografie
De oppervlakte van Rocquancourt bedraagt 2,7 km², de bevolkingsdichtheid is 253,3 inwoners per km².
De onderstaande kaart toont de ligging van Rocquancourt met de belangrijkste infrastructuur en aangrenzende gemeenten.

## Demografie
Onderstaande figuur toont het verloop van het inwonertal (bron: INSEE-tellingen).
Vanwege een beveiligingsprobleem met de MediaWiki Graph-software is het momenteel niet mogelijk deze grafiek weer te geven. Zodra de software is bijgewerkt zal de grafiek vanzelf weer zichtbaar worden.